# Rap (singolo)
Rap è un singolo del produttore discografico italiano Charlie Charles, pubblicato il 1º dicembre 2017.

## Descrizione
Il brano è stato realizzato con la partecipazione vocale del rapper Izi e presenta sonorità influenzate dal boom bap.

## Tracce
Download digitale
1. Rap (feat. Izi) – 2:03 (Paolo Alberto Monachetti, Diego Germini)

7"
- Lato A

1. Rap (feat. Izi) – 2:03 (Paolo Alberto Monachetti, Diego Germini)

- Lato B

1. Rap (Strumentale) – 2:03 (musica: Paolo Alberto Monachetti)

## Classifiche
| Classifica (2017) | Posizione massima |
| ----------------- | ----------------- |
| Italia            | 15                |